# Дискография Бонни Тайлер
Дискография валлийской певицы Бонни Тайлер состоит из семнадцати студийных альбомов, двух концертных альбомов, четырёх мини-альбомов, семидесяти девяти синглов, а также около шести десятков официальных сборников.
После подписания контракта с RCA Records, первый сингл Тайлер «My! My! Honeycomb» был Выпущен в 1976 году. Первым синглом Тайлер, достигшим топ-10 в Великобритании, стал «Lost in France». Самым успешным синглом певицы на RCA Records был «It’s a Heartache», который стал её первым хитом в США. Продажи песни превышают шесть миллионов. Первые четыре альбома певицы не попадали в британский альбомный чарт вообще.
Пятый студийный альбом Faster Than the Speed of Night стал одним из самых успешных, на нём содержится один из самых больших хитов Тайлер «Total Eclipse of the Heart», который занял первую позицию в нескольких странах, включая Великобританию и США. Сингл «Holding Out for a Hero» также стал большим хитом по обе стороны Атлантики, став саундтреком к фильму «Свободные».
В 1990-х Тайлер все еще продолжала держать планку коммерчески успешной артистки в Европе. Она выпустила три альбома с другим лейблом — Hansa Records — Bitterblue (1991), который получил четыре платиновые сертификации в Норвегии, Angel Heart (1992) и Silhouette In Red (1993). Затем она подписала контракт с East West Records и выпустила два альбома. Альбом Free Spirit (1995) стал её первым британским и американским релизом с 1980-х. Ее следующий альбом All in One Voice (1998) стал самым провальным за всю карьеру, не попав ни в один чарт. Двуязычный дуэт Тайлер с Карин Антонн «Si demain… (Turn Around)» 2003 года, стал хитом «номер один» во Франции.

## Альбомы

### Студийные альбомы
| The World Starts Tonight                                                           | - Выпущен: 3 февраля 1977 - Лейбл: RCA - Формат: LP, кассета                 | —   | —   | —   | —   | —   | —   | 2   | —   | —   | |
| Natural Force                                                                      | - Выпущен: 14 мая 1978 - Лейбл: RCA - Формат: LP, кассета                    | —   | 60  | —   | 23  | —   | 3   | 2   | —   | 16  | - RIAA: Gold - IFPI: Gold                                                                                    |
| Diamond Cut                                                                        | - Выпущен: 27 февраля 1979 - Лейбл: RCA - Формат: LP, кассета                | —   | 95  | —   | —   | —   | 14  | 14  | —   | 145 | |
| Goodbye to the Island                                                              | - Выпущен: 28 января 1981 - Лейбл: RCA - Формат: LP, кассета                 | —   | —   | —   | —   | —   | 38  | —   | —   | —   | |
| Faster Than the Speed of Night                                                     | - Выпущен: 8 апреля 1983 - Лейбл: Columbia - Формат: LP, CD, кассета         | 1   | 3   | —   | 12  | 20  | 1   | 3   | 19  | 4   | - MC: 2? Platinum - RIAA: Platinum - ARIA: Platinum - SNEP: Gold - BPI: Silver                               |
| Secret Dreams and Forbidden Fire                                                   | - Выпущен: 3 мая 1986 - Лейбл: Columbia - Формат: LP, CD, кассета            | 24  | —   | 23  | 15  | 24  | 1   | 6   | 3   | 106 | - SNEP: Gold                                                                                                 |
| Hide Your Heart                                                                    | - Выпущен: 9 мая 1988 - Лейбл: Columbia - Формат: LP, CD, кассета            | 78  | —   | —   | —   | 64  | 2   | 24  | 13  | —   | |
| Bitterblue                                                                         | - Выпущен: 11 ноября 1991 - Лейбл: Hansa - Формат: LP, CD, кассета           | —   | —   | 1   | —   | 22  | 1   | 22  | 21  | —   | - IFPI Norway: 4хPlatinum - IFPI Austria: Platinum - IFPI Sweden: Gold - IFPI Switzerland: Gold - BVMI: Gold |
| Angel Heart                                                                        | - Выпущен: 5 октября 1992 - Лейбл: Hansa - Формат: LP, CD, кассета           | —   | —   | 9   | —   | 28  | 4   | 30  | 14  | —   | - IFPI Norway: Platinum - IFPI Austria: Gold - Switzerland: Gold - Germany: Gold                             |
| Silhouette in Red                                                                  | - Выпущен: 18 октября 1993 - Лейбл: Hansa - Формат: CD, кассета              | —   | —   | 25  | —   | 28  | 6   | 40  | 23  | —   | - IFPI Norway: Platinum                                                                                      |
| Free Spirit                                                                        | - Выпущен: 1995 - Лейбл: EastWest - Формат: CD, кассета                      | —   | —   | 43  | —   | —   | 22  | —   | 39  | —   | |
| All in One Voice                                                                   | - Выпущен: 9 сентября 1998 - Лейбл: EastWest - Формат: CD                    | —   | —   | —   | —   | —   | —   | —   | —   | —   | |
| Heart Strings                                                                      | - Выпущен: 18 марта 2003 - Лейбл: CMC - Формат: CD, цифровая загрузка        | —   | —   | 32  | 75  | 41  | —   | —   | —   | —   | |
| Simply Believe                                                                     | - Выпущен: 13 апреля 2004 - Лейбл: Sony - Формат: CD, цифровая загрузка      | —   | —   | —   | 18  | —   | —   | 35  | —   | —   | |
| Wings                                                                              | - Выпущен: 14 мая 2005 - Лейбл: Stick Music - Формат: CD, цифровая загрузка  | —   | —   | —   | 133 | —   | —   | —   | —   | —   | |
| Rocks and Honey                                                                    | - Выпущен: 8 марта 2013 - Лейбл: ZYX Music - Формат: CD, цифровая загрузка   | 52  | —   | —   | —   | 59  | —   | —   | 59  | —   | |
| Between the Earth and the Stars                                                    | - Выпущен: 15 марта 2019 - Лейбл: earMUSIC - Формат: CD, цифровая загрузка   | 34  | —   | 24  | 188 | 23  | —   | —   | 11  | —   | |
| Between the Earth and the Stars                                                    | - Выпущен: 26 февраля 2021 - Лейбл: earMUSIC - Формат: CD, цифровая загрузка | TBA | TBA | TBA | TBA | TBA | TBA | TBA | TBA | TBA | TBA |
| Символ «—» означает, что альбом не попал в чарт или не выпускался в данной стране. |                                                                              |     |     |     |     |     |     |     |     |     | |

### Сборники
| Название                                                                           | Детали                                                                                  | Наивысшая позиция в чартах | Наивысшая позиция в чартах | Наивысшая позиция в чартах | Наивысшая позиция в чартах | Наивысшая позиция в чартах | Наивысшая позиция в чартах | Наивысшая позиция в чартах | Наивысшая позиция в чартах | Наивысшая позиция в чартах | Наивысшая позиция в чартах | Сертификации                                          |
| Название                                                                           | Детали                                                                                  | UK                         | AUS                        | AUT                        | FRA                        | GER                        | IRE                        | NOR                        | SWE                        | SWI                        | US                         | Сертификации                                          |
| ---------------------------------------------------------------------------------- | --------------------------------------------------------------------------------------- | -------------------------- | -------------------------- | -------------------------- | -------------------------- | -------------------------- | -------------------------- | -------------------------- | -------------------------- | -------------------------- | -------------------------- | ----------------------------------------------------- |
| The Hits of Bonnie Tyler                                                           | - Выпущен: 1977 - Лейбл: RCA - Format: винил                                            | —                          | —                          | 23                         | 5                          | 3                          | —                          | 1                          | —                          | —                          | —                          | - BVMI: Gold                                          |
| The Very Best of Bonnie Tyler                                                      | - Выпущен: 1981 - Лейбл: RCA - Format: винил                                            | —                          | —                          | —                          | —                          | —                          | —                          | —                          | —                          | —                          | —                          |                                                       |
| The Greatest Hits                                                                  | - Выпущен: 1986 - Лейбл: Sanctuary - Format: кассета, винил                             | 24                         | 48                         | 20                         | —                          | —                          | —                          | 11                         | —                          | —                          | —                          |                                                       |
| Heaven & Hell                                                                      | - Выпущен: 1989 - Лейбл: Telstar - Format: CD                                           | 84                         | 43                         | —                          | —                          | —                          | —                          | —                          | —                          | —                          | —                          | - BPI: Platinum                                       |
| Night Riding                                                                       | - Выпущен: 1990 - Лейбл: Castle - Format: CD                                            | —                          | —                          | —                          | —                          | —                          | —                          | —                          | —                          | —                          | —                          |                                                       |
| The Collection                                                                     | - Выпущен: 1991 - Лейбл: Castle - Format: CD                                            | —                          | —                          | —                          | —                          | —                          | —                          | —                          | —                          | —                          | —                          |                                                       |
| Here Am I                                                                          | - Выпущен: 1992 - Лейбл: BMG - Format: CD                                               | —                          | —                          | —                          | —                          | —                          | —                          | —                          | —                          | —                          | —                          | - BVMI: Gold                                          |
| The Very Best of Bonnie Tyler (Volume 1)                                           | - Выпущен: 19 января 1993 - Лейбл: Sony - Format: CD                                    | —                          | —                          | 17                         | —                          | 3                          | —                          | —                          | —                          | 6                          | —                          | - BVMI: Platinum                                      |
| The Best                                                                           | - Выпущен: 22 апреля 1993 - Лейбл: Sony - Format: CD                                    | 93                         | —                          | —                          | 4                          | —                          | —                          | —                          | —                          | —                          | —                          |                                                       |
| The Very Best of Bonnie Tyler (Volume 2)                                           | - Выпущен: 1994 - Лейбл: Sony - Format: CD                                              | —                          | —                          | 38                         | —                          | 39                         | —                          | —                          | —                          | 22                         | —                          |                                                       |
| Comeback Single Collection '90-'94                                                 | - Выпущен: 31 октября 1994 - Лейбл: Hansa - Format: CD                                  | —                          | —                          | —                          | —                          | —                          | —                          | —                          | —                          | —                          | —                          |                                                       |
| Best Ballads                                                                       | - Выпущен: 1995 - Лейбл: Columbia - Format: CD                                          | —                          | —                          | —                          | —                          | —                          | —                          | —                          | —                          | —                          | —                          |                                                       |
| Straight from the Heart: The Very Best of Bonnie Tyler                             | - Выпущен: 1995 - Лейбл: Castle - Format: CD                                            | —                          | —                          | —                          | —                          | —                          | —                          | —                          | —                          | —                          | —                          |                                                       |
| The Ultimate Collection                                                            | - Выпущен: 1995 - Лейбл: Sony - Format: CD                                              | —                          | —                          | —                          | —                          | —                          | —                          | —                          | —                          | —                          | —                          |                                                       |
| The Definitive Collection                                                          | - Выпущен: 11 июля 1995 - Лейбл: Sony - Format: CD, цифровая загрузка                   | —                          | —                          | —                          | —                          | —                          | —                          | —                          | —                          | —                          | —                          |                                                       |
| Lost in Love                                                                       | - Выпущен: 21 августа 1995 - Лейбл: Sony - Format: CD, цифровая загрузка                | —                          | —                          | —                          | —                          | —                          | —                          | —                          | —                          | —                          | —                          |                                                       |
| All the Best                                                                       | - Выпущен: 7 октября 1996 - Лейбл: Sony - Format: CD, цифровая загрузка                 | —                          | —                          | —                          | —                          | —                          | —                          | —                          | —                          | —                          | —                          |                                                       |
| Power & Passion: The Very Best of Bonnie Tyler                                     | - Выпущен: 23 октября 1996 - Лейбл: Sony - Format: CD, цифровая загрузка                | —                          | —                          | —                          | —                          | 88                         | —                          | —                          | —                          | —                          | —                          |                                                       |
| The Bonnie Tyler Collection                                                        | - Выпущен: 1997 - Лейбл: Sony - Format: CD                                              | —                          | —                          | —                          | —                          | —                          | —                          | —                          | —                          | —                          | —                          |                                                       |
| Greatest Hits                                                                      | - Выпущен: 1997 - Лейбл: Laserlight - Format: CD                                        | —                          | —                          | —                          | —                          | —                          | —                          | —                          | —                          | —                          | —                          |                                                       |
| Holding Out for a Hero                                                             | - Выпущен: 1997 - Лейбл: Sony - Format: CD                                              | —                          | —                          | —                          | —                          | —                          | —                          | —                          | —                          | —                          | —                          |                                                       |
| The Love Collection                                                                | - Выпущен: 1997 - Лейбл: Snapper Music - Format: CD                                     | —                          | —                          | —                          | —                          | —                          | —                          | —                          | —                          | —                          | —                          |                                                       |
| Straight from the Heart                                                            | - Выпущен: 1998 - Лейбл: Sony - Format: CD                                              | —                          | —                          | —                          | —                          | —                          | —                          | —                          | —                          | —                          | —                          |                                                       |
| The Very Best of Bonnie Tyler                                                      | - Выпущен: 1998 - Лейбл: Crimson - Format: CD                                           | —                          | —                          | —                          | —                          | —                          | —                          | —                          | —                          | —                          | —                          |                                                       |
| The Beauty & the Best                                                              | - Выпущен: 11 мая 1998 - Лейбл: BMG - Format: CD, цифровая загрузка                     | —                          | —                          | —                          | —                          | —                          | —                          | —                          | —                          | —                          | —                          |                                                       |
| It’s a Heartache                                                                   | - Выпущен: 1999 - Лейбл: Castle Pie - Format: CD                                        | —                          | —                          | —                          | —                          | —                          | —                          | —                          | —                          | —                          | —                          |                                                       |
| Simply the Best                                                                    | - Выпущен: 8 февраля 1999 - Лейбл: Columbia - Format: CD                                | —                          | —                          | —                          | —                          | —                          | —                          | —                          | —                          | —                          | —                          |                                                       |
| Super Hits                                                                         | - Выпущен: 4 мая 1999 - Лейбл: Legacy - Format: CD, цифровая загрузка                   | —                          | —                          | —                          | 26                         | —                          | —                          | —                          | —                          | —                          | —                          |                                                       |
| Beautys Best                                                                       | - Выпущен: 2000 - Лейбл: BMG - Format: CD                                               | —                          | —                          | —                          | —                          | —                          | —                          | —                          | —                          | —                          | —                          |                                                       |
| Musica Piu                                                                         | - Выпущен: 11 августа 2000 - Лейбл: Sony - Format: CD                                   | —                          | —                          | —                          | —                          | —                          | —                          | —                          | —                          | —                          | —                          |                                                       |
| The Closer You Get                                                                 | - Выпущен: 2001 - Лейбл: Laserlight - Format: CD                                        | —                          | —                          | —                          | —                          | —                          | —                          | —                          | —                          | —                          | —                          |                                                       |
| I’m Just a Woman                                                                   | - Выпущен: 12 мая 2001 - Лейбл: Laserlight - Format: CD                                 | —                          | —                          | —                          | —                          | —                          | —                          | —                          | —                          | —                          | —                          |                                                       |
| Greatest Hits                                                                      | - Выпущен: 2 июля 2001 - Лейбл: Sanctuary - Format: CD                                  | 18                         | —                          | —                          | 6                          | —                          | —                          | 2                          | 9                          | —                          | —                          | - IFPI Norsk: Platinum - IFPI SWE: Gold - BPI: Silver |
| The Very Best of                                                                   | - Выпущен: 19 октября 2001 - Лейбл: BMG - Format: CD, цифровая загрузка                 | —                          | —                          | —                          | —                          | —                          | —                          | —                          | —                          | —                          | —                          |                                                       |
| Holding Out for a Hero                                                             | - Выпущен: 21 января 2002 - Лейбл: Sony - Format: CD, цифровая загрузка                 | —                          | —                          | —                          | —                          | —                          | —                          | —                          | —                          | —                          | —                          |                                                       |
| Total Eclipse Anthology                                                            | - Выпущен: 1 февраля 2002 - Лейбл: Sanctuary - Format: CD                               | —                          | —                          | —                          | 36                         | —                          | —                          | —                          | —                          | —                          | —                          |                                                       |
| It’s a Heartache: the Best of Bonnie Tyler                                         | - Выпущен: 14 сентября 2002 - Лейбл: Camden - Format: CD                                | —                          | —                          | —                          | —                          | —                          | —                          | —                          | —                          | —                          | —                          |                                                       |
| The Collection                                                                     | - Выпущен: 2003 - Лейбл: Sony - Format: CD                                              | —                          | —                          | —                          | —                          | —                          | —                          | —                          | —                          | —                          | —                          |                                                       |
| The Very Best of                                                                   | - Выпущен: 15 июля 2003 - Лейбл: Metro - Format: CD                                     | —                          | —                          | —                          | —                          | —                          | —                          | —                          | —                          | —                          | —                          |                                                       |
| Lost in France — The Early Years                                                   | - Выпущен: 8 ноября 2005 - Лейбл: Sanctuary - Format: CD, цифровая загрузка             | —                          | —                          | —                          | —                          | —                          | —                          | —                          | —                          | —                          | —                          |                                                       |
| So Emotional                                                                       | - Выпущен: 30 декабря 2005 - Лейбл: Sony - Format: CD, цифровая загрузка                | —                          | —                          | —                          | —                          | —                          | —                          | —                          | —                          | —                          | —                          |                                                       |
| It’s a Heartache                                                                   | - Выпущен: 2006 - Лейбл: Sanctuary - Format: CD, цифровая загрузка                      | —                          | —                          | —                          | —                          | —                          | —                          | —                          | —                          | —                          | —                          |                                                       |
| The Essential Bonnie Tyler                                                         | - Выпущен: 2006 - Лейбл: Sony - Format: CD                                              | —                          | —                          | —                          | —                          | —                          | —                          | —                          | —                          | —                          | —                          |                                                       |
| Lost in France (Special Black Box Edition)                                         | - Выпущен: 2006 - Лейбл: Castle Pulse - Format: CD                                      | —                          | —                          | —                          | —                          | —                          | —                          | —                          | —                          | —                          | —                          |                                                       |
| Heartbreakers                                                                      | - Выпущен: 15 января 2007 - Лейбл: Sanctuary - Format: CD                               | —                          | —                          | —                          | —                          | —                          | —                          | —                          | —                          | —                          | —                          |                                                       |
| From the Heart: Greatest Hits                                                      | - Выпущен: 7 марта 2007 - Лейбл: Sony - Format: CD                                      | 31                         | —                          | —                          | —                          | —                          | 2                          | —                          | —                          | —                          | —                          |                                                       |
| Hit Collection                                                                     | - Выпущен: 18 декабря 2007 - Лейбл: Sony - Format: CD                                   | —                          | —                          | —                          | —                          | —                          | —                          | —                          | —                          | —                          | —                          |                                                       |
| Greatest Hits                                                                      | - Выпущен: 2008 - Лейбл: Sony - Format: CD, цифровая загрузка                           | —                          | —                          | —                          | —                          | —                          | —                          | —                          | —                          | —                          | —                          |                                                       |
| Ravishing — The Best of                                                            | - Выпущен: 2 марта 2009 - Лейбл: Sony - Format: CD, цифровая загрузка                   | —                          | —                          | —                          | —                          | —                          | —                          | —                          | —                          | 70                         | —                          |                                                       |
| The Voice                                                                          | - Выпущен: 2009 - Лейбл: Sony - Format: CD                                              | —                          | —                          | —                          | —                          | —                          | —                          | —                          | —                          | —                          | —                          |                                                       |
| Collections                                                                        | - Выпущен: 2009 - Лейбл: Sony - Format: CD                                              | —                          | —                          | —                          | —                          | —                          | —                          | —                          | —                          | —                          | —                          |                                                       |
| Holding Out for a Hero: The Very Best of                                           | - Выпущен: 2011 - Лейбл: Sony - Format: CD                                              | —                          | —                          | —                          | —                          | —                          | —                          | —                          | —                          | —                          | —                          |                                                       |
| La Collection                                                                      | - Выпущен: 2011 - Лейбл: Sony - Format: CD                                              | —                          | —                          | —                          | —                          | —                          | —                          | —                          | —                          | —                          | —                          |                                                       |
| Best of 3 CD                                                                       | - Выпущен: 3 октября 2011 - Лейбл: Sony - Format: CD, цифровая загрузка                 | —                          | —                          | —                          | 36                         | —                          | —                          | —                          | —                          | —                          | —                          |                                                       |
| Straight from the Heart                                                            | - Выпущен: 2012 - Лейбл: Weltbild Music - Format: CD                                    | —                          | —                          | —                          | —                          | —                          | —                          | —                          | —                          | —                          | —                          |                                                       |
| 14 Great Hits                                                                      | - Выпущен: 15 мая 2013 - Лейбл: Sony - Format: CD, цифровая загрузка                    | —                          | —                          | —                          | —                          | —                          | —                          | —                          | —                          | —                          | —                          |                                                       |
| All the Hits                                                                       | - Выпущен: 14 июня 2013 - Лейбл: Sony - Format: CD, цифровая загрузка                   | —                          | —                          | —                          | —                          | —                          | —                          | —                          | —                          | —                          | —                          |                                                       |
| The Collection                                                                     | - Выпущен: 4 ноября 2013 - Лейбл: Music Club Deluxe - Format: CD, цифровая загрузка     | —                          | —                          | —                          | —                          | —                          | —                          | —                          | —                          | —                          | —                          |                                                       |
| The Very Best of Bonnie Tyler                                                      | - Выпущен: 25 сентября 2015 - Лейбл: Union Square Music - Format: CD, цифровая загрузка | —                          | —                          | —                          | —                          | —                          | —                          | —                          | —                          | —                          | 180                        |                                                       |
| Playlist: The Best of the EastWest Years                                           | - Выпущен: 6 мая 2016 - Лейбл: Rhino - Format: цифровая загрузка                        | —                          | —                          | —                          | —                          | —                          | —                          | —                          | —                          | —                          | —                          |                                                       |
| La Selection                                                                       | - Выпущен: 12 августа 2016 - Лейбл: Sony - Format: CD                                   | —                          | —                          | —                          | —                          | —                          | —                          | —                          | —                          | —                          | —                          |                                                       |
| Bonnie                                                                             | - Выпущен: 6 октября 2017 - Лейбл: Ba-Ba Music - Format: цифровая загрузка              | —                          | —                          | —                          | —                          | —                          | —                          | —                          | —                          | —                          | —                          |                                                       |
| Bonnie Tyler: Live+                                                                | - Выпущен: 13 октября 2017 - Лейбл: Ba-Ba Music - Format: цифровая загрузка             | —                          | —                          | —                          | —                          | —                          | —                          | —                          | —                          | —                          | —                          |                                                       |
| Remixes and Rarities                                                               | - Выпущен: 24 ноября 2017 - Лейбл: Cherry Pop - Format: CD                              | —                          | —                          | —                          | —                          | —                          | —                          | —                          | —                          | —                          | —                          |                                                       |
| Символ «—» означает, что альбом не попал в чарт или не выпускался в данной стране. |                                                                                         |                            |                            |                            |                            |                            |                            |                            |                            |                            |                            |                                                       |

### Концертные альбомы
| Название                                | Детали                                                          |
| --------------------------------------- | --------------------------------------------------------------- |
| Bonnie Tyler Live                       | - Выпущен: 9 июля 2006 - Лейбл: Stick Music - Формат: CD        |
| Live in Germany 1993                    | - Выпущен: 2 декабря 2011 - Лейбл: ZYX - Формат: CD, CD+DVD     |
| Bonnie Tyler Live Europe Tour 2006—2007 | - Выпущен: 23 февраля 2018 - Лейбл: Delta Music - Формат: винил |

## Синглы

### Как главный артист

#### 1970-е
| Название                                                                          | Год  | Наивысшая позиция в чартах | Наивысшая позиция в чартах | Наивысшая позиция в чартах | Наивысшая позиция в чартах | Наивысшая позиция в чартах | Наивысшая позиция в чартах | Наивысшая позиция в чартах | Наивысшая позиция в чартах | Наивысшая позиция в чартах | Наивысшая позиция в чартах | Наивысшая позиция в чартах | Наивысшая позиция в чартах | Сертификации                                         | Альбом                                      |
| Название                                                                          | Год  | UK                         | AUS                        | AUT                        | CAN                        | FRA                        | GER                        | IRE                        | NL                         | NOR                        | SWE                        | SWI                        | US                         | Сертификации                                         | Альбом                                      |
| --------------------------------------------------------------------------------- | ---- | -------------------------- | -------------------------- | -------------------------- | -------------------------- | -------------------------- | -------------------------- | -------------------------- | -------------------------- | -------------------------- | -------------------------- | -------------------------- | -------------------------- | ---------------------------------------------------- | ------------------------------------------- |
| «My! My! Honeycomb»                                                               | 1976 | —                          | —                          | —                          | —                          | —                          | —                          | —                          | —                          | —                          | —                          | —                          | —                          |                                                      | без альбома                                 |
| «Lost in France»                                                                  | 1976 | 9                          | 18                         | 12                         | —                          | —                          | 3                          | —                          | 20                         | —                          | 13                         | —                          | —                          | - BPI: Silver                                        | The World Starts Tonight                    |
| «More Than a Lover»                                                               | 1977 | 27                         | —                          | —                          | —                          | —                          | 44                         | —                          | —                          | —                          | —                          | —                          | —                          |                                                      | The World Starts Tonight                    |
| «Heaven»                                                                          | 1977 | —                          | 96                         | —                          | —                          | —                          | 24                         | —                          | —                          | —                          | —                          | —                          | —                          |                                                      | Natural Force                               |
| «It's a Heartache»[A]                                                             | 1977 | 4                          | 1                          | 3                          | 1                          | 1                          | 2                          | 3                          | 5                          | 1                          | 1                          | 3                          | 3                          | - SNEP: Platinum - BPI: Gold - RIAA: Gold - MC: Gold | Natural Force                               |
| «Here Am I»                                                                       | 1978 | —                          | 99                         | —                          | —                          | —                          | 18                         | —                          | —                          | 4                          | —                          | —                          | —                          |                                                      | Natural Force                               |
| «Hey Love (It’s a Feelin')»                                                       | 1978 | —                          | —                          | —                          | —                          | —                          | —                          | —                          | —                          | —                          | —                          | —                          | —                          |                                                      | Natural Force                               |
| «If I Sing You a Love Song»                                                       | 1978 | —                          | —                          | —                          | 24                         | —                          | —                          | —                          | —                          | —                          | —                          | —                          | 103                        |                                                      | Natural Force                               |
| «Louisiana Rain»                                                                  | 1978 | —                          | —                          | —                          | —                          | —                          | —                          | —                          | —                          | —                          | —                          | —                          | —                          |                                                      | Diamond Cut                                 |
| «My Guns Are Loaded»[B]                                                           | 1979 | —                          | —                          | —                          | 10                         | 2                          | —                          | —                          | —                          | —                          | —                          | —                          | 107                        |                                                      | Diamond Cut                                 |
| «Too Good to Last»                                                                | 1979 | —                          | —                          | —                          | —                          | —                          | —                          | —                          | —                          | —                          | —                          | —                          | —                          |                                                      | Diamond Cut                                 |
| «What a Way to Treat My Heart»                                                    | 1979 | —                          | —                          | —                          | —                          | —                          | —                          | —                          | —                          | —                          | —                          | —                          | —                          |                                                      | Diamond Cut                                 |
| «(The World Is Full of) Married Men»                                              | 1979 | 35                         | 84                         | —                          | —                          | —                          | —                          | —                          | —                          | —                          | —                          | —                          | —                          |                                                      | The World Is Full of Married Men Soundtrack |
| «I Believe in Your Sweet Love»                                                    | 1979 | —                          | —                          | —                          | 27                         | —                          | —                          | —                          | —                          | —                          | —                          | —                          | —                          |                                                      | Goodbye to the Island                       |
| «Sitting on the Edge of the Ocean»                                                | 1979 | —                          | —                          | —                          | —                          | —                          | —                          | —                          | —                          | —                          | —                          | —                          | —                          |                                                      | Goodbye to the Island                       |
| «Sola A La Orilla Del Mar»                                                        | 1979 | —                          | —                          | —                          | —                          | —                          | —                          | —                          | —                          | —                          | —                          | —                          | —                          |                                                      | Goodbye to the Island                       |
| Символ «—» означает, что сингл не попал в чарт или не выпускался в данной стране. |      |                            |                            |                            |                            |                            |                            |                            |                            |                            |                            |                            |                            |                                                      |                                             |

#### 1980-е
| Название                                                                          | Год  | Наивысшая позиция в чартах | Наивысшая позиция в чартах | Наивысшая позиция в чартах | Наивысшая позиция в чартах | Наивысшая позиция в чартах | Наивысшая позиция в чартах | Наивысшая позиция в чартах | Наивысшая позиция в чартах | Наивысшая позиция в чартах | Наивысшая позиция в чартах | Наивысшая позиция в чартах | Наивысшая позиция в чартах | Сертификации                                                          | Альбом                           |
| Название                                                                          | Год  | UK                         | AUS                        | AUT                        | CAN                        | FRA                        | GER                        | IRE                        | NL                         | NOR                        | SWE                        | SWI                        | US                         | Сертификации                                                          | Альбом                           |
| --------------------------------------------------------------------------------- | ---- | -------------------------- | -------------------------- | -------------------------- | -------------------------- | -------------------------- | -------------------------- | -------------------------- | -------------------------- | -------------------------- | -------------------------- | -------------------------- | -------------------------- | --------------------------------------------------------------------- | -------------------------------- |
| «I'm Just a Woman»                                                                | 1980 | —                          | —                          | —                          | —                          | —                          | —                          | —                          | —                          | —                          | —                          | —                          | —                          |                                                                       | Goodbye to the Island            |
| «Goodbye to the Island»                                                           | 1980 | —                          | —                          | —                          | —                          | —                          | —                          | —                          | —                          | —                          | —                          | —                          | —                          |                                                                       | Goodbye to the Island            |
| «Sayonara Tokyo»                                                                  | 1981 | —                          | —                          | —                          | —                          | —                          | —                          | —                          | —                          | —                          | —                          | —                          | —                          |                                                                       | без альбома                      |
| «Total Eclipse of the Heart»[C]                                                   | 1983 | 1                          | 1                          | —                          | 1                          | 1                          | 16                         | 1                          | 18                         | 1                          | 3                          | 3                          | 1                          | - RIAA: Platinum - MA: Platinum - SNEP: Gold - FIMI: Gold - BPI: Gold | Faster Than the Speed of Night   |
| «Take Me Back»                                                                    | 1983 | —                          | —                          | —                          | —                          | —                          | —                          | —                          | —                          | —                          | —                          | —                          | 46                         |                                                                       | Faster Than the Speed of Night   |
| «Faster Than the Speed of Night»                                                  | 1983 | 43                         | —                          | —                          | —                          | —                          | —                          | 17                         | —                          | 9                          | —                          | —                          | —                          |                                                                       | Faster Than the Speed of Night   |
| «Have You Ever Seen the Rain?»                                                    | 1983 | 47                         | 69                         | —                          | —                          | 25                         | 63                         | 13                         | —                          | —                          | —                          | —                          | —                          |                                                                       | Faster Than the Speed of Night   |
| «Straight from the Heart»                                                         | 1983 | —                          | —                          | —                          | —                          | —                          | —                          | —                          | —                          | —                          | —                          | —                          | —                          |                                                                       | Faster Than the Speed of Night   |
| «Tears» (with Frankie Miller)                                                     | 1983 | —                          | —                          | —                          | —                          | —                          | —                          | —                          | —                          | —                          | —                          | —                          | —                          |                                                                       | Faster Than the Speed of Night   |
| «Getting So Excited»                                                              | 1984 | 85                         | —                          | —                          | —                          | —                          | —                          | —                          | —                          | —                          | —                          | —                          | —                          |                                                                       | Faster Than the Speed of Night   |
| «A Rockin' Good Way (to Mess Around and Fall in Love)» (with Shakin' Stevens)     | 1984 | 5                          | 21                         | 9                          | —                          | —                          | 22                         | 1                          | 8                          | 4                          | 11                         | 10                         | —                          |                                                                       | The Bop Won’t Stop               |
| «Holding Out for a Hero»                                                          | 1984 | 2                          | 44                         | 19                         | 19                         | 144                        | 19                         | 1                          | —                          | —                          | 19                         | —                          | 34                         | - BPI: Silver                                                         | Footloose Soundtrack             |
| «Here She Comes»                                                                  | 1984 | 98                         | —                          | 13                         | 76                         | 32                         | 43                         | —                          | —                          | —                          | —                          | —                          | 76                         |                                                                       | Metropolis Soundtrack            |
| «Loving You's a Dirty Job but Somebody's Gotta Do It» (with Todd Rundgren)        | 1985 | 73                         | —                          | —                          | —                          | 34                         | 41                         | —                          | —                          | —                          | —                          | 24                         | —                          |                                                                       | Secret Dreams and Forbidden Fire |
| «If You Were a Woman (And I Was a Man)»                                           | 1986 | 78                         | 77                         | —                          | 87                         | 6                          | 36                         | —                          | —                          | —                          | —                          | 16                         | 77                         |                                                                       | Secret Dreams and Forbidden Fire |
| «Band of Gold»                                                                    | 1986 | 81                         | —                          | —                          | —                          | —                          | —                          | —                          | —                          | —                          | —                          | —                          | —                          |                                                                       | Secret Dreams and Forbidden Fire |
| «No Way to Treat a Lady»                                                          | 1986 | —                          | —                          | —                          | —                          | —                          | —                          | —                          | —                          | —                          | —                          | —                          | —                          |                                                                       | Secret Dreams and Forbidden Fire |
| «Rebel Without a Clue»                                                            | 1986 | 2                          | —                          | —                          | —                          | —                          | —                          | —                          | —                          | —                          | —                          | —                          | —                          |                                                                       | Secret Dreams and Forbidden Fire |
| «It’s Not Easy»                                                                   | 1986 | —                          | —                          | —                          | —                          | —                          | —                          | —                          | —                          | —                          | —                          | —                          | —                          |                                                                       | It’s a Live-In World             |
| «Sem Limites Pra Sonhar (Reaching for the Infinite Heart)» (with Fábio Jr.)       | 1986 | —                          | —                          | —                          | —                          | —                          | —                          | —                          | —                          | —                          | —                          | —                          | —                          |                                                                       | Sem Limites Pra Sonhar           |
| «Lovers Again»                                                                    | 1987 | —                          | —                          | —                          | —                          | —                          | —                          | —                          | —                          | —                          | —                          | —                          | —                          |                                                                       | Secret Dreams and Forbidden Fire |
| «Islands» (with Mike Oldfield)                                                    | 1987 | 100                        | —                          | —                          | —                          | —                          | 41                         | —                          | —                          | —                          | —                          | 22                         | —                          |                                                                       | Islands                          |
| «The Best»                                                                        | 1988 | 95                         | —                          | —                          | —                          | —                          | —                          | —                          | —                          | 10                         | —                          | —                          | —                          |                                                                       | Hide Your Heart                  |
| «Hide Your Heart»                                                                 | 1988 | —                          | —                          | —                          | —                          | —                          | —                          | —                          | —                          | —                          | —                          | —                          | —                          |                                                                       | Hide Your Heart                  |
| «Save Up All Your Tears»                                                          | 1988 | —                          | —                          | —                          | —                          | —                          | —                          | —                          | —                          | —                          | —                          | —                          | —                          |                                                                       | Hide Your Heart                  |
| «Don't Turn Around»                                                               | 1988 | —                          | —                          | —                          | —                          | —                          | —                          | —                          | —                          | —                          | —                          | —                          | —                          |                                                                       | Hide Your Heart                  |
| «Notes from America»                                                              | 1989 | —                          | —                          | —                          | —                          | —                          | —                          | —                          | —                          | —                          | —                          | —                          | —                          |                                                                       | Hide Your Heart                  |
| «Merry Christmas»                                                                 | 1989 | —                          | —                          | —                          | —                          | 100                        | —                          | —                          | —                          | —                          | —                          | —                          | —                          |                                                                       | 3615 code Père Noël Soundtrack   |
| Символ «—» означает, что сингл не попал в чарт или не выпускался в данной стране. |      |                            |                            |                            |                            |                            |                            |                            |                            |                            |                            |                            |                            |                                                                       |                                  |

#### 1990-е
| Название                                                                          | Год  | Наивысшая позиция в чартах | Наивысшая позиция в чартах | Наивысшая позиция в чартах | Наивысшая позиция в чартах | Наивысшая позиция в чартах | Альбом                              |
| Название                                                                          | Год  | UK                         | AUT                        | GER                        | NL                         | NOR                        | Альбом                              |
| --------------------------------------------------------------------------------- | ---- | -------------------------- | -------------------------- | -------------------------- | -------------------------- | -------------------------- | ----------------------------------- |
| «Breakout»                                                                        | 1990 | —                          | —                          | —                          | —                          | —                          | Fire, Ice, and Dynamite Soundtrack  |
| «Bitterblue»                                                                      | 1991 | —                          | 5                          | 17                         | —                          | 2                          | Bitterblue                          |
| «Against the Wind»                                                                | 1991 | —                          | 13                         | 36                         | —                          | —                          | Bitterblue                          |
| «Where Were You»                                                                  | 1992 | —                          | —                          | —                          | —                          | —                          | Bitterblue                          |
| «Fools Lullaby»                                                                   | 1992 | —                          | 17                         | 29                         | —                          | 6                          | Angel Heart                         |
| «Call Me»                                                                         | 1992 | —                          | —                          | 86                         | —                          | —                          | Angel Heart                         |
| «The Desert Is in Your Heart» (with Sofia Arvaniti)                               | 1992 | —                          | —                          | —                          | —                          | —                          | Parafora                            |
| «Before We Get Any Closer»                                                        | 1993 | —                          | —                          | —                          | —                          | —                          | Silhouette in Red                   |
| «God Gave Love to You»                                                            | 1993 | —                          | —                          | —                          | —                          | —                          | Silhouette in Red                   |
| «Sally Comes Around»                                                              | 1993 | —                          | —                          | 76                         | —                          | —                          | Silhouette in Red                   |
| «From the Bottom of My Lonely Heart»                                              | 1993 | —                          | —                          | —                          | —                          | —                          | Silhouette in Red                   |
| «You Are So Beautiful»                                                            | 1993 | —                          | —                          | —                          | —                          | —                          | Silhouette in Red                   |
| «Stay»                                                                            | 1993 | —                          | —                          | —                          | —                          | —                          | Silhouette in Red                   |
| «Say Goodbye»                                                                     | 1994 | —                          | —                          | —                          | —                          | —                          | Asterix Conquers America Soundtrack |
| «Back Home»                                                                       | 1994 | —                          | —                          | —                          | —                          | —                          | без альбома                         |
| «Making Love Out of Nothing at All»                                               | 1995 | 45                         | —                          | —                          | 17                         | —                          | Free Spirit                         |
| «You’re the One»                                                                  | 1995 | —                          | —                          | 99                         | —                          | —                          | Free Spirit                         |
| «Two Out of Three Ain't Bad»                                                      | 1995 | —                          | —                          | —                          | —                          | —                          | Free Spirit                         |
| «Limelight»                                                                       | 1996 | —                          | —                          | 76                         | —                          | —                          | Free Spirit                         |
| «He's the King»                                                                   | 1997 | —                          | —                          | 95                         | —                          | —                          | All in One Voice                    |
| «Heaven»                                                                          | 1998 | —                          | —                          | —                          | —                          | —                          | All in One Voice                    |
| Символ «—» означает, что сингл не попал в чарт или не выпускался в данной стране. |      |                            |                            |                            |                            |                            |                                     |

#### 2000-е-2020-е
| «Amazed»                                                                          | 2003 | —  | —  | —  | —  | Heart Strings                        |
| «Against All Odds (Take a Look at Me Now)»                                        | 2003 | —  | —  | —  | —  | Heart Strings                        |
| «Learning to Fly»                                                                 | 2003 | —  | —  | —  | —  | Heart Strings                        |
| «Si demain... (Turn Around)»                                                      | 2003 | —  | 1  | —  | 7  | Simply Believe                       |
| «Si tout s’arrête (It’s a Heartache)»                                             | 2004 | —  | 12 | —  | 25 | Simply Believe                       |
| «Vergiß Es (Forget It)»                                                           | 2004 | —  | —  | 64 | —  | Deja Vu: Das Beste Von Matthias Reim |
| «Louise»                                                                          | 2005 | —  | —  | —  | —  | Wings                                |
| «Total Eclipse of the Heart» (featuring BabyPinkStar)                             | 2007 | —  | —  | —  | —  | без альбомаs                         |
| «Making Love Out of Nothing at All» (featuring Matt Pétrin)                       | 2010 | —  | —  | —  | —  | без альбомаs                         |
| «Something Going On» (with Wayne Warner)                                          | 2010 | —  | —  | —  | —  | без альбомаs                         |
| «Amour Éternel (Eternal Flame)» (with Laura Zen)                                  | 2011 | —  | —  | —  | —  | без альбомаs                         |
| «Believe in Me»                                                                   | 2013 | 93 | —  | —  | —  | Rocks and Honey                      |
| «This Is Gonna Hurt»                                                              | 2013 | —  | —  | —  | —  | Rocks and Honey                      |
| «Love Is the Knife»                                                               | 2013 | —  | —  | —  | —  | Rocks and Honey                      |
| «Love's Holding On» (with Axel Rudi Pell)                                         | 2017 | —  | —  | —  | —  | The Ballads V                        |
| «Hold On»                                                                         | 2019 | —  | —  | —  | —  | Between the Earth and the Stars      |
| «Through Thick and Thin (I’ll Stand by You)» (with Lorraine Crosby)               | 2020 | —  | —  | —  | —  | без альбома                          |
| «When the Lights Go Down»                                                         | 2020 | —  | —  | —  | —  | The Best Is Yet to Come              |
| Символ «—» означает, что сингл не попал в чарт или не выпускался в данной стране. |      |    |    |    |    |                                      |

### Благотворительные синглы
| Год                                                                               | Название                                  | UK |
| --------------------------------------------------------------------------------- | ----------------------------------------- | -- |
| 1986                                                                              | «Live-In World» (The Anti-Heroin Project) | —  |
| 1987                                                                              | «Let it Be» (Ferry Aid)                   | 1  |
| 1990                                                                              | «Sailing» (Rock Against Repatriation)     | 89 |
| Символ «—» означает, что сингл не попал в чарт или не выпускался в данной стране. |                                           |    |

## Прочие появления

### Саундтреки
| Название                                                          | Год  | Альбом                                                            | Примечание                                         |
| ----------------------------------------------------------------- | ---- | ----------------------------------------------------------------- | -------------------------------------------------- |
| «It’s a Heartache»                                                | 1978 | Te Contei? (Trilha Internacional Da Novela)                       | Brazil Soap Opera                                  |
| «Married Men»                                                     | 1979 | The World Is Full of Married Men soundtrack                       | —                                                  |
| «Holding Out for a Hero»                                          | 1984 | Footloose: Original Soundtrack of the Paramount Motion Picture    | —                                                  |
| «Here She Comes»                                                  | 1985 | Metropolis — Original Motion Picture Soundtrack                   | —                                                  |
| «Matter of the Heart»                                             | 1986 | The Wraith soundtrack                                             | —                                                  |
| «Here’s your arsenic, dear»                                       | 1988 | Under Milk Wood                                                   | Radio drama. Tyler voiced the part of Polly Garter |
| «All the women are out this morning»                              | 1988 | Under Milk Wood                                                   | Radio drama. Tyler voiced the part of Polly Garter |
| «Polly Garter: I loved a man»                                     | 1988 | Under Milk Wood                                                   | Radio drama. Tyler voiced the part of Polly Garter |
| «And Gossamer Beynon, schoolteacher, spoon-stirred and quivering» | 1988 | Under Milk Wood                                                   | Radio drama. Tyler voiced the part of Polly Garter |
| «Now when farmers' boys on the first fair day»                    | 1988 | Under Milk Wood                                                   | Radio drama. Tyler voiced the part of Polly Garter |
| «But I always think as we tumble into bed»                        | 1988 | Under Milk Wood                                                   | Radio drama. Tyler voiced the part of Polly Garter |
| «Into the Sunset»                                                 | 1990 | The Dreamstone soundtrack                                         | Bonnie Tyler and Mike Batt                         |
| «Breakout»                                                        | 1990 | Fire, Ice and Dynamite soundtrack                                 | -                                                  |
| «Merry Christmas»                                                 | 1990 | 36-15 Code Père Noël (Bande Originale Du Film de René Manzor)     | —                                                  |
| «Against the Wind»                                                | 1991 | Der Fall Schimanski soundtrack                                    | —                                                  |
| «Race to the Fire», «Against the Wind»                            | 1992 | Zorc, Der Mann Ohne Grenzen soundtrack                            | —                                                  |
| «Keep Your Love Alive»                                            | 1992 | Herr Ober! soundtrack                                             | —                                                  |
| «Fire in My Soul»                                                 | 1994 | Die Stadtindianer (Original Soundtrack Der ZDF-Serie)             | —                                                  |
| «You Are So Beautiful»                                            | 1994 | Drei Zum Verlieben — Der Soundtrack Zur RTL-Serie                 | —                                                  |
| «Say Goodbye»                                                     | 1994 | Asterix Conquers America soundtrack                               | —                                                  |
| «He’s the King»                                                   | 1998 | Der König von St. Pauli soundtrack                                | —                                                  |
| «You Are a Woman»                                                 | 1998 | Der König von St. Pauli soundtrack                                | —                                                  |
| «Holding Out for a Hero», «Total Eclipse of the Heart»            | 2001 | Bandits (Motion Picture Soundtrack)                               | -                                                  |
| «Total Eclipse of the Heart»                                      | 2004 | Thunderstruck (Original Motion Picture Soundtrack)                | -                                                  |
| «Holding Out for a Hero»                                          | 2008 | The Book Of Lies Companion Soundtrack                             | -                                                  |
| «Cappuccino Girls»                                                | 2010 | Cappuccino Girls — Songs from the Musical                         | -                                                  |
| «Total Eclipse of the Heart»                                      | 2018 | The Strangers: Prey at Night (Original Motion Picture Soundtrack) | -                                                  |

### Сборники
| Название                              | Год  | Альбом                            | Примечания                      |
| ------------------------------------- | ---- | --------------------------------- | ------------------------------- |
| «Total Eclipse of the Heart»          | 1983 | Now That’s What I Call Music      | -                               |
| «Tyre Tracks and Broken Hearts»       | 1998 | Whistle Down the Wind             | -                               |
| «A Kiss Is a Terrible Thing to Waste» | 1998 | Whistle Down the Wind             | Guest vocals                    |
| «The Sun Comes Up, the Sun Goes Down» | 1999 | Two Days Later with Jools Holland | Bonnie Tyler and Paul Carrack   |
| «Is Anybody There?»                   | 1999 | Return to the Centre of the Earth | -                               |
| «It’s a Heartache»                    | 2001 | Night of the Proms                | Live vocals                     |
| «It’s a Heartache»                    | 2002 | Night of the Proms                | Live vocals                     |
| «Tears»                               | 2003 | A Tribute to Frankie Miller       | Bonnie Tyler and Frankie Miller |
| «It’s Not Easy»                       | 2005 | Rock Masters: Hooked on Love      | -                               |
| «It’s Not Easy»                       | 2005 | Pop Masters: Raise the World      | -                               |
| «I Don't Know How to Love Him»        | 2007 | Over the Rainbow                  | -                               |

### Как приглашённый артист
| Название                         | Год  | Другой артист         | Альбом                       | Примечание                                    |
| -------------------------------- | ---- | --------------------- | ---------------------------- | --------------------------------------------- |
| «When Love Attacks»              | 1983 | Rick Derringer        | Good Dirty Fun               | —                                             |
| «Perfection»                     | 1987 | Cher                  | Cher                         | Backing vocals, also featuring Darlene Love   |
| «Emotional Fire»                 | 1989 | Cher                  | Heart of Stone               | Backing vocals, also featuring Michael Bolton |
| «Prizefighters»                  | 2000 | Steve Hackett         | Feedback 86                  | —                                             |
| «Tables Turn»                    | 2002 | Mal Pope              | The Ring                     | —                                             |
| «Loving You Means Leaving You»   | 2003 | Gary Pickford-Hopkins | GPH                          | Written by Pickford-Hopkins and Tyler         |
| «Total Eclipse of the Heart»     | 2004 | Peter Brocklehurst    | For You                      | —                                             |
| «Total Eclipse of the Heart»     | 2009 | Only Men Aloud!       | Band of Brothers             | —                                             |
| «Die Wilden Tränen (Salty Rain)» | 2010 | Matthias Reim         | Sieben Leben                 | —                                             |
| «Nothing's Gonna Stop Us Now»    | 2010 | Albert Hammond        | Legend                       | —                                             |
| «Miserere»                       | 2014 | Rhydian Roberts       | One Day like This            | —                                             |
| «Hold Out Your Heart»            | 2014 | Mister John           | Smile                        | —                                             |
| «Fortune»                        | 2014 | Spike                 | 100% Pure Frankie Miller     | —                                             |
| «True Love»                      | 2016 | Frankie Miller        | Frankie Miller's Double Take | —                                             |
| «Love’s Holding On»              | 2017 | Axel Rudi Pell        | The Ballads V                | —                                             |